# Hộp Châu Báu (cụm sao)
Hộp Ngọc / Jewel Box (Kappa Crucis Cluster hoặc NGC 4755) là một cụm sao mở trong chòm sao Crux, được phát hiện lần đầu bởi Nicolas Louis de Lacaille vào năm 1751. Cụm sao này sau đó được John Herschel đặt tên là Jewel Box khi ông mô tả vẻ ngoài kính thiên văn của nó là "... một món đồ trang sức lạ mắt tuyệt vời". Nó có thể dễ dàng nhìn thấy bằng mắt thường như một ngôi sao mờ ở phía đông của ngôi sao Mimosa (Beta Crucis) 1,0 độ đông nam. Ngôi sao mờ này đã được đặt tên là "Kappa Crucis" của ngôi sao Bayer, từ đó cụm sao lấy một trong những tên phổ biến của nó. Ký hiệu hiện đại Kappa Crucis đã được gán cho một trong những ngôi sao trong căn cứ của dấu hoa thị hình chữ A của cụm sao
Cụm sao này là một trong những cụm sao trẻ nhất được biết đến, với tuổi ước tính là 14 triệu năm. Nó có tổng cấp sao tích hợp là 4.2, nằm ở mức 1,95 kpc. hoặc 6.440 năm ánh sáng từ Trái Đất và chỉ chứa hơn 100 ngôi sao.

## Khám phá và quan sát
Jewel Box như một cụm sao được Nicolas Louis de Lacaille tìm thấy lần đầu tiên khi đang thực hiện các quan sát thiên văn cho danh mục ngôi sao phía nam Cœlum Australe Stelliferum 1751–1752 tại Mũi Hảo Vọng ở Nam Phi. Ông thấy đây là một cụm sao mờ trong kính viễn vọng nhỏ 12mm (½ inch), nhưng lần đầu tiên nhận ra nó là một nhóm gồm nhiều ngôi sao. Cái tên "Jewel Box" xuất phát từ mô tả của chính John Herschel: "... cụm này, dù không phải là lớn hay giàu, nhưng vẫn là một vật thể cực kỳ rực rỡ và đẹp đẽ khi nhìn qua một dụng cụ có khẩu độ đủ để hiển thị rõ ràng màu sắc rất khác biệt của các ngôi sao cấu thành của nó, tạo cho nó hiệu ứng của một món đồ trang sức lạ mắt tuyệt vời " 
Herschel đã ghi lại các vị trí của hơn 100 sao thành viên của cụm sao trong năm 1834-1838.